# 二本松義綱
二本松 義綱（にほんまつ よしつな）／畠山 義綱（はたけやま よしつな）は、安土桃山時代の武将。二本松氏第10代当主。陸奥国安達郡二本松城主。

## 生涯
天正2年（1574年）、二本松氏第9代当主・二本松義継の嫡男として生まれる。幼名は国王丸。
天正13年（1585年）10月8日、父・義継が伊達輝宗を拉致しようとしてその子・政宗に殺害されたため、二本松氏第10代当主となる。その直後から二本松城は政宗の猛攻を受けたが、一門の新城信常が籠城戦の指揮を執る二本松勢は折からの豪雪にも助けられて攻撃を耐え抜き、さらに11月17日の人取橋の戦いで佐竹義重が伊達勢を撃破したため、一旦は二本松城の包囲が解消されたが、翌年に入ると伊達成実の調略により城内から内応者が出るなどして籠城戦を継続することが難しくなったため、7月16日に相馬義胤の斡旋により開城し、会津の蘆名氏の下に退去した。
国王丸は会津で元服して義綱と名乗るが、天正17年（1589年）にその蘆名氏が政宗に摺上原の戦いに敗れて滅亡に追い込まれると、実家・佐竹氏の下へと逃れる蘆名義広に同行して常陸国江戸崎に移ったが、同地で義広の命を受けた沼沢実通により殺害された（江戸崎においてではなく、佐竹領への逃走の途中で足手まといとして殺害されたともいう）。享年16。これにより戦国大名・二本松氏は滅亡した。
『続群書類従』所載の「二本松系図」によれば、義綱には遺児（二本松満重）があったというが、その事跡は不詳である。なお義綱の弟・梅王丸は、上杉景勝らの客分を経て水野氏に仕えた（二本松義孝）。